# 韦钦金环形山
韦钦金环形山（Vetchinkin）是月球背面北半部一座古老的大撞击坑，约形成于45.5-39.2亿年前的前酒海纪，其名称取自前苏联空气动力学、航空、风能领域科学家，技术科学博士弗拉基米尔·韦钦金，1970年被国际天文学联合会批准接受 。

## 描述

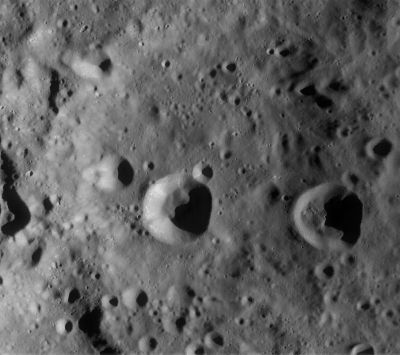
月球勘测轨道飞行器拍摄的图像

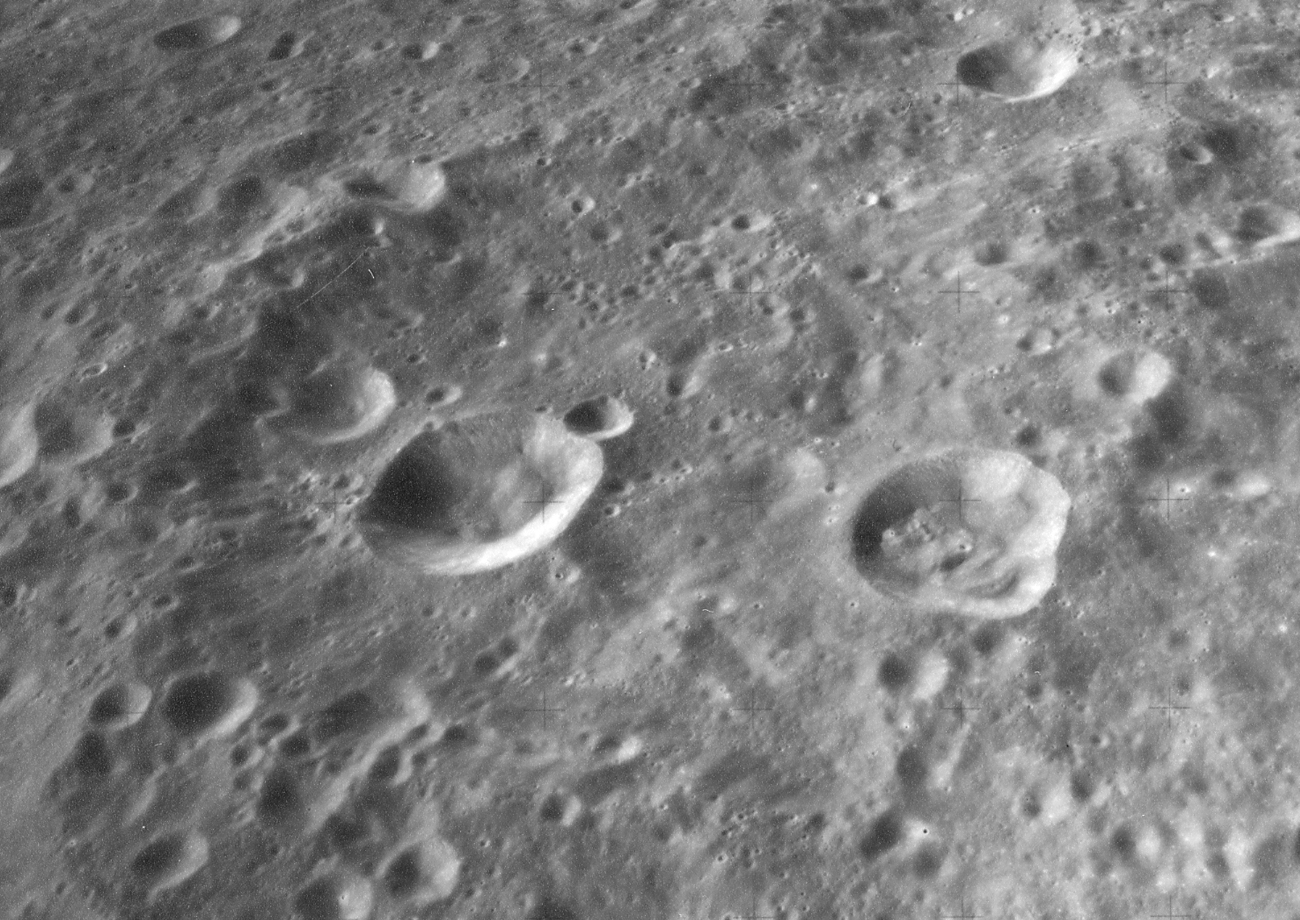
阿波罗16号拍摄的在更高太阳光照射角度下的韦钦金环形山。

该陨坑西侧毗邻奥斯特瓦尔德环形山、西北靠近梅谢尔斯基环形山、霍夫梅斯特陨石坑位于它的东北、东南偏东坐落了巨大的门捷列夫环形山，韦钦金环形山的东南偏南分别矗立着格林环形山和哈特曼环形山，而西南及西南偏西则分别为莫罗佐夫陨石坑和伊本·弗纳斯环形山。该陨坑中心月面坐标为9°46′N 131°05′E / 9.77°N 131.08°E，直径94.29公里，深度约2.85公里。
韦钦金环形山已被严重磨损和侵蚀，其原始坑壁已所剩不多，沿边缘覆盖了无数的小撞击坑，其中东南壁横跨了卫星坑"韦钦金 K"、坑内西南坐落了更突出的"韦钦金 Q"。该环形山坑壁最大高出周边地形1470米，内部容积约有9500公里3。坑底表面密布着大小不同的小陨坑，其地貌特征与崎岖的周边地形几乎没有区别。
在1970年被国际天文学联合会命名前，该环形山曾被称作"第215号陨石坑"。

## 卫星陨石坑
按惯例，最靠近韦钦金环形山的卫星坑将在月图上以字母标注在该坑的中心点旁。

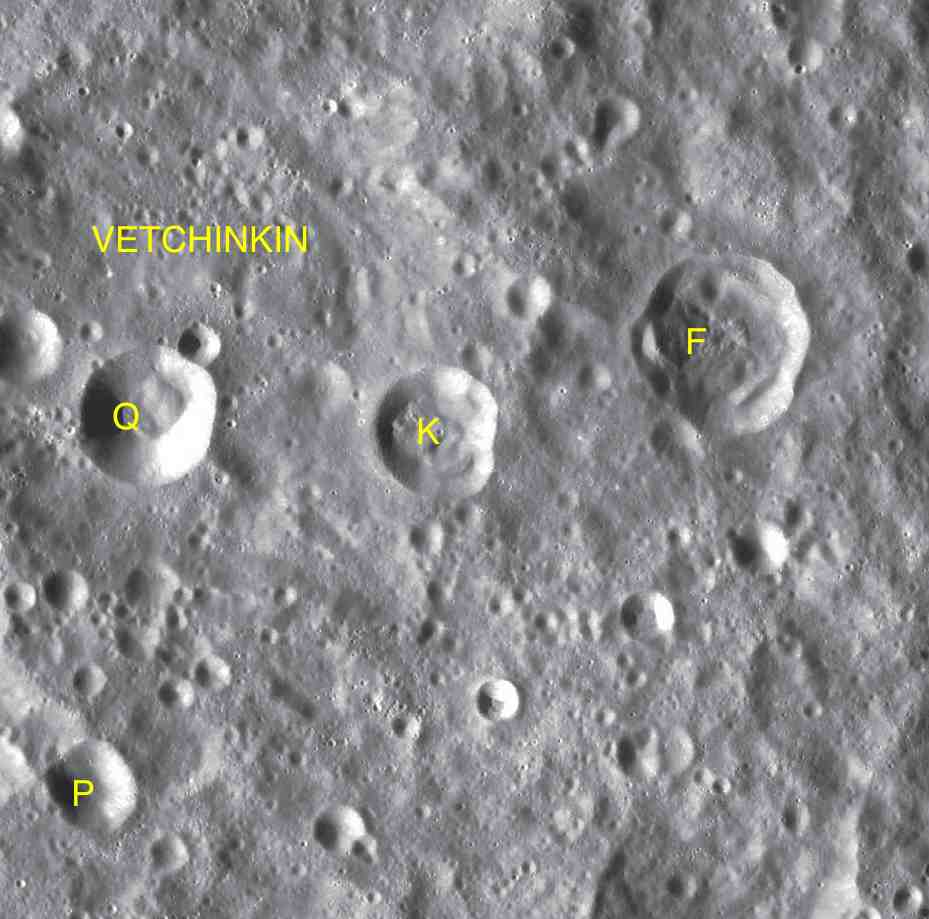
LAC-66 区域图

| 韦钦金 | 纬度    | 经度     | 直径    |
| ------ | ------- | -------- | ------- |
| F      | 10.0° N | 134.0° E | 30 公里 |
| K      | 9.6° N  | 132.3° E | 22 公里 |
| P      | 7.7° N  | 130.3° E | 17 公里 |
| Q      | 9.6° N  | 130.7° E | 23 公里 |

- 卫星坑"韦钦金 F"约形成于晚雨海世[1]。

## 另请参阅
- Andersson, L. E.; Whitaker, E. A. . NASA RP-1097. 1982.
- Blue, Jennifer. . USGS. July 25, 2007  [2007-08-05]. （原始内容存档于2018-12-25）.
- Bussey, B.; Spudis, P. . New York: Cambridge University Press. 2004. ISBN 978-0-521-81528-4.
- Cocks, Elijah E.; Cocks, Josiah C. . Tudor Publishers. 1995. ISBN 978-0-936389-27-1.
- McDowell, Jonathan. . Jonathan's Space Report. July 15, 2007  [2007-10-24]. （原始内容存档于2018-12-25）.
- Menzel, D. H.; Minnaert, M.; Levin, B.; Dollfus, A.; Bell, B. . Space Science Reviews. 1971, 12 (2): 136–186. Bibcode:1971SSRv...12..136M. doi:10.1007/BF00171763.
- Moore, Patrick. . Sterling Publishing Co. 2001. ISBN 978-0-304-35469-6.
- Price, Fred W. . Cambridge University Press. 1988. ISBN 978-0-521-33500-3.
- Rükl, Antonín. . Kalmbach Books. 1990. ISBN 978-0-913135-17-4.
- Webb, Rev. T. W.  6th revised. Dover. 1962. ISBN 978-0-486-20917-3.
- Whitaker, Ewen A. . Cambridge University Press. 1999. ISBN 978-0-521-62248-6.
- Wlasuk, Peter T. . Springer. 2000. ISBN 978-1-85233-193-1.